# Cours-les-Barres
Cours-les-Barres is een gemeente in het Franse departement Cher (regio Centre-Val de Loire). De plaats maakt deel uit van het arrondissement Saint-Amand-Montrond. Cours-les-Barres telde op 1 januari 2022 1.030 inwoners.

## Geografie
De oppervlakte van Cours-les-Barres bedraagt 21,16 km², de bevolkingsdichtheid is 48 inwoners per km² (per 1 januari 2019).
De onderstaande kaart toont de ligging van Cours-les-Barres met de belangrijkste infrastructuur en aangrenzende gemeenten.

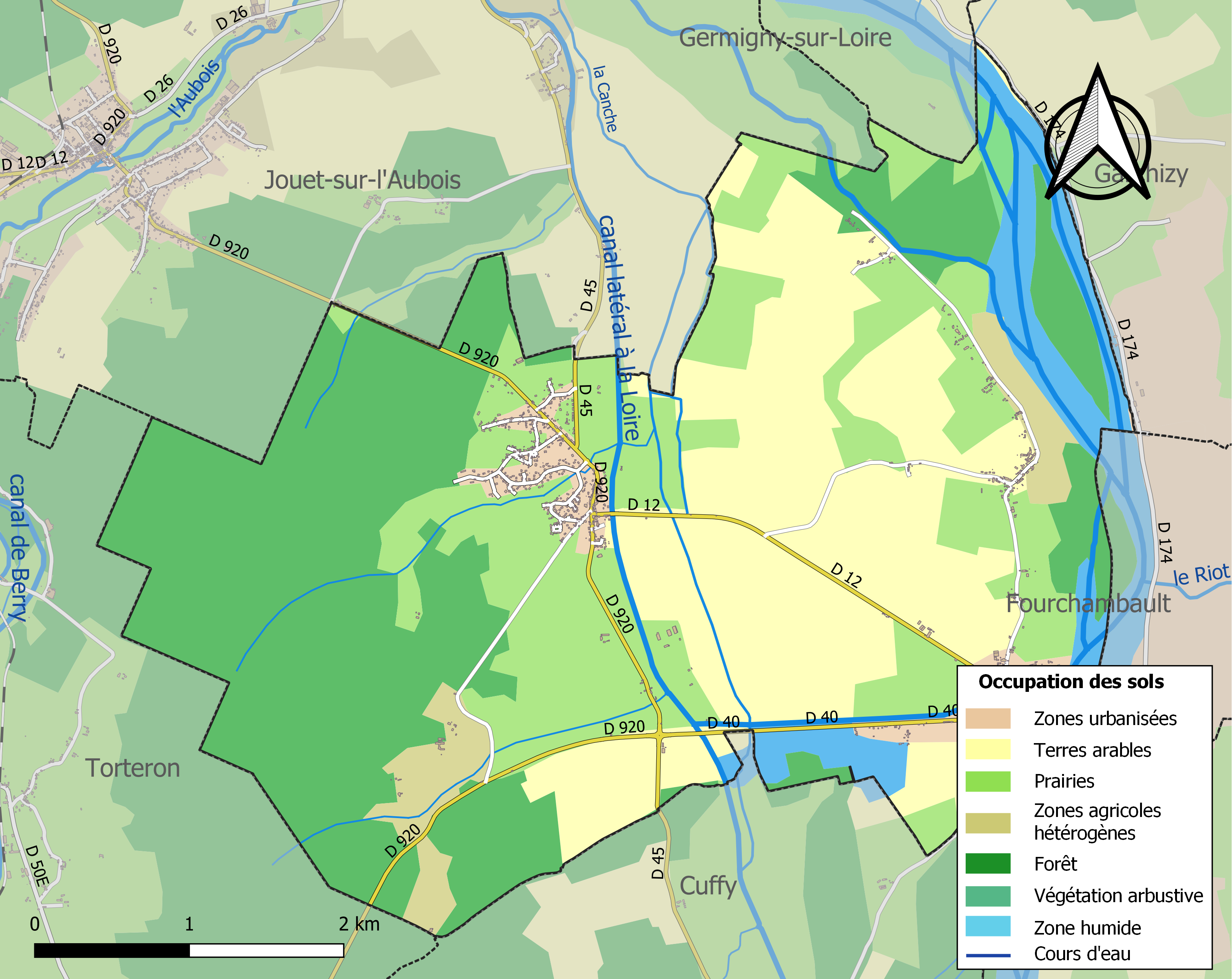

## Demografie
Onderstaande figuur toont het verloop van het inwonertal (bron: INSEE-tellingen).